# Fistulinella minor
Fistulinella minor är en svampart som beskrevs av Guzmán 1974. Fistulinella minor ingår i släktet Fistulinella och familjen Boletaceae.   Inga underarter finns listade i Catalogue of Life.